# Télésphore Tsakala Munikengi
 (juillet 2017).
Si vous disposez d'ouvrages ou d'articles de référence ou si vous connaissez des sites web de qualité traitant du thème abordé ici, merci de compléter l'article en donnant les références utiles à sa vérifiabilité et en les liant à la section « Notes et références ».
Télésphore Tsakala Munikengi (7 aout 1955 - 19 septembre 2008) était un professeur d'université et un homme politique de la République démocratique du Congo.

## Biographie
Le professeur Télésphore Tsakala Munikengi est décédé le 19 septembre 2008 à Johannesburg en République sud-africaine.
Il fut recteur et professeur à la faculté des Sciences pharmaceutiques à l'Université de Kinshasa. Il enseigna aussi à l'université catholique de Louvain (UCL) en Belgique où il passa son doctorat, de 1983 à 1987, à la faculté de pharmacie de Louvain-en-Woluwe. Il fut lauréat avec mention « la plus grande distinction avec embrassement du jury ».
Intellectuel et brillant, il fut détenteur de nombreux prix dont le prestigieux prix Alvarega de Piahy de l'Académie royale de médecine de Belgique, le récompensant pour son savoir et ses services rendus à la science. Il participa à plusieurs programmes de recherche pharmaceutique.
Tsakala Munikengi fut en 2004 co-auteur avec le professeur Bongo-Pasi Moke Sangol Willy du livre : Réinventer l'université ou le paradoxe du diplôme à l'Université de Kinshasa.
Il fut successivement administrateur directeur général adjoint à l'office congolais de contrôle (OCC), vice-ministre du ministère du Travail et de la Prévoyance sociale au sein du gouvernement Gizenga et président du conseil d'administration à l'office des mines d'or de Kilomoto (OKIMO), poste qu'il occupa jusqu'à son décès.
Tsakala Munikengi fut marié et père de cinq enfants.